# Ingrid Claes
Ingrid Claes (Hasselt, 16 aprile 1968) è una politica belga fiamminga, membro della Cristiano-Democratici e Fiamminghi e deputato federale per una sola legislatura (52°) dal 2008 al 2010.
Prima dell'approdo in Parlamento ha precedentemente ricoperto funzioni politiche in ambito locale come consigliere provinciale ed ex segretario del consiglio della provincia del Brabante Fiammingo oltre che assessore di Geetbets.

## Biografia
Claes si è laureata in scienze politiche e sociali alla Katholieke Universiteit Leuven nel 1991. Dal 1995 al 1996 ha fatto parte del servizio di redazione e stampa dell'allora CVP. Dal 1996 al 2008 ha lavorato per Heromut.
Da marzo 2008 a giugno 2010 è stata membro della Camera dei rappresentanti, succedendo alla carica vacante di Carl Devlies, nominato Segretario di Stato. In parlamento ha fatto parte della commissione per gli affari sociali e della commissione per la difesa.
Dopo la carriera parlamentare, nel 2012 è diventata direttrice del gabinetto di Elke Zelderloo per diversi mesi presso l'esecutivo provinciale del Brabante fiammingo e dal 2013 al 2014 assistente parlamentare di Nik Van Gool. Ha inoltre iniziato a lavorare presso Landelijke Thuiszorg nel 2014.
Nel 1994 è stata eletta per la prima volta consigliere comunale per il Partito Popolare Cristiano di 
Geetbets, un mandato che esercita ancora. Dal 2007 al 2012 è stata anche assessore per la gioventù, l'ambiente, l'agricoltura, la biblioteca e le pari opportunità di Geetbets. Nel 2013 ha cessato il mandato in quanto il suo partito è finito nell'opposizione.
È stata inoltre consigliera provinciale del Brabante Fiammingo dal 2000 al 2008 e dal 2012 al 2018.
Claes è sposata e ha due figli.